# 熱唱!ミリオンシンガー
『熱唱!ミリオンシンガー』（ねっしょう!ミリオンシンガー）は、日本テレビで放送されているバラエティ番組。挑戦者がカラオケで7つのジャンルの高難易度曲に挑み、合格点をクリアしていくことで賞金獲得を目指すカラオケ挑戦型の音楽バラエティである。第3回目からは本人を越える歌唱力「神声（越え）シンガー」企画も加わった。MCはお笑いコンビ・チョコレートプラネット。不定期に特別番組として放送。

## 概要
歌自慢の一般人・芸能人が賞金100万円を目指し、「本人を越えた歌唱力」「7ジャンル全てで高い歌唱力を見せる」という「歌の難題」に挑戦する新しい音楽バラエティ番組。
2021年9月5日に日曜昼の「サンバリュ枠」で関東向けに第1弾を放送。その後、2021年12月20日には月曜深夜の「プラチナイト枠」で第2弾が放送された。第1弾のりんご娘・王林、島太星、松本明子、第2弾の河合郁人、hitomiと過去に2名が挑戦。このうち、7つの音楽ジャンルをすべてクリアして賞金を獲得したのはhitomiのみである。
高視聴率につき1時間番組から2時間番組に拡大。第3弾からゴールデンタイムの時間帯に昇格。最新放送の第4弾も2022年8月9日、火曜21:00～22:54のゴールデンタイム枠での放送。「神声シンガー」のほか、「7ジャンルシンガー」に王林と松浦航大が出演した。
これまでで501点以上を記録する神声（越え）シンガーは5人出ている。最高得点は503点、プロ歌手の瀬戸つよし（2025年1月28日放送）。

## 出演者
MC
- 長田庄平（1回～5回）（チョコレートプラネット）
- 長田庄平・松尾駿（10回）（チョコレートプラネット）

応援団長
- 松尾駿（1回～5回）（チョコレートプラネット）

声の出演
- 篠原光（1回・2回）
- あおい洋一郎（3回～5回）
- 木村昴（4回・5回）

ゲスト
- いとうあさこ（4回）、梅沢富美男（4回）
- 大友康平（5回）、滝沢カレン（5回）
- 三田寛子（10回）、藤本美貴（10回）、横澤夏子（10回）

解説者
- しらスタ（2回）

進行
- 滝菜月（2回～4回）（日本テレビアナウンサー）、森富美（3回）（日本テレビアナウンサー）、徳島えりか（4回・5回）（日本テレビアナウンサー）、石川みなみ（10回）（日本テレビアナウンサー）

審査員
- 岡本知高（3回）、湯川れい子（3回）、しらスタ（3回）、草野華余子（3回）、宮本亞門（3回）、今井マサキ（4回・5回）、小林幸子（4回・5回）、佐藤涼子（りょんりょん先生）（4回）、中将タカノリ（4回）、徳光和夫（4回・5回・10回）、寺岡呼人（5回）、zopp（5回・10回）、いくみ（10回）、鮎貝健（10回）、山崎耀（10回）

## ルール

### 神声シンガー
一般の歌自慢が自信のある1曲を披露（披露は事前にスタジオで収録した映像を使用）し、その出来を審査員5人が評価。「本人と全く互角」であれば100点、さらに「本人を超えた」と感じた場合は101点をつけることができる。5人の合計点数が501点以上であれば「本人超え」として認定され賞金100万円獲得。

### 7ジャンルシンガー
芸能人の歌自慢が指定された7ジャンル（演歌・ロック・昭和歌謡・ダンス・J-POP・アニソン・バラード（男性・女性）・フォーク・クラシック・ミュージカル・洋楽・R&Bなど。登場するジャンルは挑戦者ごとに異なる。）の曲に挑戦。採点はカラオケアプリ「Music Battle」を元に番組オリジナルのものを使用し、点数は終了10秒前までリアルタイムで0.001点単位で表示される。各ステージごとに決められた点数を超えることができればクリア。各ステージごとに賞金が定められており7ジャンル全て制覇できれば賞金100万円。ただし失敗した時点で賞金は全額没収。途中でドロップアウトし賞金を持ち帰っても構わない。
| ステージ | 賞金    | ノルマ | ノルマ | ノルマ | ノルマ | ノルマ |
| ステージ | 賞金    | 第1回  | 第2回  | 第3回  | 第4回  | 第5回  |
| -------- | ------- | ------ | ------ | ------ | ------ | ------ |
| 7曲目    | 100万円 | 98点   | 98点   | 98点   | 98点   | 98点   |
| 6曲目    | 50万円  | 95点   | 96点   | 95点   | 97点   | 97点   |
| 5曲目    | 40万円  | 90点   | 94点   | 95点   | 95点   | 95点   |
| 4曲目    | 30万円  | 90点   | 92点   | 95点   | 95点   | 95点   |
| 3曲目    | 20万円  | 85点   | 90点   | 95点   | 95点   | 95点   |
| 2曲目    | 10万円  | 85点   | 88点   | 95点   | 95点   | 95点   |
| 1曲目    | 5万円   | 85点   | 85点   | 95点   | 95点   | 95点   |

## ≪神声≫ 歴代ランキング（2021年～2023年調べ）
| 順位 | 合計点数 | 審査員点数 | 視聴者点数 | 神声挑戦者         | アーティスト       | 曲名                                       |
| ---- | -------- | ---------- | ---------- | ------------------ | ------------------ | ------------------------------------------ |
| 1    | 954      | 500        | 454        | ななみなな         | DREAMS COME TRUE   | やさしいキスをして                         |
| 2    | 925      | 500        | 425        | 宮本優哉           | 長渕剛             | 乾杯                                       |
| 3    | 921      | 502        | 419        | 永真               | 矢沢永吉           | YES MY LOVE                                |
| 4    | 917      | 499        | 420        | 小川美佳           | 篠原涼子           | 恋しさと せつなさと 心強さと               |
| 5    | 917      | 497        | 420        | KINZ＆K-ing        | CHAGE and ASKA     | SAY YES                                    |
| 6    | 908      | 501        | 407        | 小林穂高           | 福山雅治           | 桜坂                                       |
| 7    | 906      | 500        | 406        | 伊沢有香           | 中森明菜           | DESIRE-情熱-                               |
| 8    | 900      | 498        | 402        | なな               | 平原綾香           | Jupiter                                    |
| 9    | 899      | 501        | 398        | 中村素也           | B’z                | 愛のままにわがままに僕は君だけを傷つけない |
| 10   | 897      | 497        | 400        | 鎮目政宏           | 小田和正           | 言葉にできない                             |
| 11   | 896      | 496        | 400        | 関真美             | Mr.Children        | Tomorrow never knows                       |
| 12   | 894      | 495        | 399        | ジャンクフジヤマ   | 山下達郎           | RIDE ON TIME                               |
| 13   | 890      | 495        | 395        | あゆみん           | 中島美嘉           | WILL                                       |
| 14   | 887      | 495        | 392        | 古賀国晃           | ASKA               | はじまりはいつも雨                         |
| 15   | 885      | 494        | 391        | 赤澤駿一郎         | 安全地帯           | ワインレッドの心                           |
| 16   | 881      | 496        | 385        | 小林穂高           | 福山雅治           | 家族になろうよ                             |
| 17   | 879      | 498        | 381        | 翔子               | 大黒摩季           | あなただけ見つめてる                       |
| 18   | 875      | 499        | 379        | 柴山サリー         | 森高千里           | 渡良瀬橋                                   |
| 19   | 875      | 489        | 386        | 加藤健             | 森山直太朗         | さくら（独唱）                             |
| 20   | 873      | 490        | 383        | SHINOBU            | 松任谷由実         | リフレインが叫んでる                       |
| 21   | 870      | 495        | 375        | 森本隆司           | TUBE               | シーズン・イン・ザ・サン                   |
| 22   | 869      | 495        | 374        | 伊沢有香           | 中島みゆき         | 糸                                         |
| 23   | 865      | 494        | 371        | 渡辺裕也           | 井上陽水           | 少年時代                                   |
| 24   | 864      | 496        | 368        | nanami             | aiko               | カブトムシ                                 |
| 25   | 861      | 500        | 361        | 永真               | 矢沢永吉           | 時間よ止まれ                               |
| 26   | 859      | 491        | 368        | 小室あいか         | 宇多田ヒカル       | Automatic                                  |
| 27   | 858      | 495        | 363        | 佐藤ゆみ           | 浜崎あゆみ         | SEASONS                                    |
| 28   | 854      | 494        | 360        | たななみなな       | DREAMS COME TRUE   | LOVE LOVE LOVE                             |
| 29   | 851      | 497        | 354        | 柴山サリー         | ZARD               | 負けないで                                 |
| 30   | 850      | 500        | 350        | 中村素也           | B’z                | ultra soul                                 |
| 31   | 847      | 498        | 349        | 佐藤絢音           | 椎名林檎           | 罪と罰                                     |
| 32   | 845      | 494        | 351        | 松本えいじ         | 米米CLUB           | 君がいるだけで                             |
| 33   | 842      | 500        | 342        | 美穂               | 夏川りみ           | 涙そうそう                                 |
| 34   | 841      | 494        | 347        | 針谷紀久子         | MISIA              | Everything                                 |
| 35   | 838      | 493        | 345        | 堀田空             | 尾崎豊             | I LOVE YOU                                 |
| 36   | 834      | 493        | 341        | 大原竜太           | スキマスイッチ     | 奏（かなで）                               |
| 37   | 833      | 492        | 341        | 大村唯維           | 安室奈美恵         | Don't wanna cry                            |
| 37   | 833      | 491        | 342        | 渡部宏次郎         | スピッツ           | ロビンソン                                 |
| 39   | 831      | 489        | 342        | 倉舘麻美           | 広瀬香美           | ロマンスの神様                             |
| 40   | 830      | 494        | 336        | 菱田紳之介         | 藤井フミヤ         | TRUE LOVE                                  |
| 41   | 828      | 492        | 336        | 城且智＆松村薫     | コブクロ           | 蕾                                         |
| 42   | 825      | 493        | 332        | 舞乃空             | 竹内まりや         | カムフラージュ                             |
| 43   | 822      | 493        | 329        | 新保雄一郎         | 松山千春           | 大空と大地の中で                           |
| 44   | 820      | 502        | 318        | 荒井かおり＆関真美 | 桑田佳祐＆桜井和寿 | 奇跡の地球                                 |
| 45   | 816      | 493        | 323        | 坂本彩             | 今井美樹           | PRIDE                                      |
| 46   | 813      | 488        | 325        | 仲里徳晃           | 山崎まさよし       | One more time, One more chance             |
| 47   | 812      | 486        | 326        | 吉田有輝           | 徳永英明           | 壊れかけのRadio                            |
| 48   | 809      | 490        | 319        | 湊あかね           | Superfly           | タマシイレボリューション                   |
| 49   | 807      | 489        | 318        | 松永年弘           | 鈴木雅之           | 恋人                                       |
| 50   | 805      | 491        | 314        | 小松泰平           | 久保田利伸         | LA・LA・LA LOVE SONG                       |

## 放送リスト
※【参照】テレビ紹介情報「熱唱！ミリオンシンガー」より
| 放送回数 | 放送日                   | 時間          | 挑戦者・選曲・得点 | 世帯視聴率 | 個人視聴率 |
| -------- | ------------------------ | ------------- | --- | ---------- | ---------- |
| 1        | 2021年9月5日（日曜日）   | 13:15 - 14:15 | （7ジャンルシンガー） 王林（りんご娘） ⇒ 7曲目で失敗 島太星（NORD） ⇒ 7曲目で失敗 松本明子 ⇒ 5曲目で失敗 | 5.0%       |            |
| 2        | 2021年12月20日（月曜日） | 23:59 - 0:54  | （7ジャンルシンガー） 河合郁人（A.B.C-Z） ⇒ 6曲目で失敗 hitomi ⇒ 7曲クリアでミリオンシンガー達成、100万円GET | 4.5%       | 2.3%       |
| 3        | 2022年3月8日（火曜日）   | 21:00 - 22:54 | （神声シンガー） 三上雅則 ⇒ 「家族になろうよ」（福山雅治）486点 佐藤絢音 ⇒ 「罪と罰」（椎名林檎）485点 関真美 ⇒ 「Tomorrow never knows」（Mr.Children）496点 古賀国晃 ⇒ 「はじまりはいつも雨」（ASKA）492点 倉舘麻美 ⇒ 「ロマンスの神様」（広瀬香美）489点 山崎貴記 ⇒ 「Forever Love」（X JAPAN）482点 翔子 ⇒ 「ら・ら・ら」（大黒摩季）483点 島太星（NORD） ⇒ 「奏（かなで）」（スキマスイッチ）491点 柴山サリー ⇒ 「揺れる想い」（ZARD）492点 渡辺裕也 ⇒ 「少年時代」（井上陽水）482点 カトリーナ陽子 ⇒ 「カブトムシ」（aiko）491点 島津心美 ⇒ 「CAN YOU CELEBRATE?」（安室奈美恵）482点 隠岐晋作 ⇒ 「恋人」（鈴木雅之)485点 加藤熙章 ⇒ 「ワインレッドの心」(玉置浩二)497点 「本人越え」該当者なし。100万円獲得者なし。 （7ジャンルシンガー） 池田裕楽（STU48） ⇒ 5曲目で失敗 いっこく堂 ⇒ 2曲目で失敗 YUICHIRO（DEEP SQUAD） ⇒ 7曲目で失敗 さくらまや ⇒ 3曲目で失敗 | 9.7%       | 5.7%       |
| 4        | 2022年8月9日（火曜日）   | 21:00 - 22:54 | （神声シンガー） 横張もえみ ⇒ 「地上の星」（中島みゆき）483点 ジャンクフジヤマ ⇒ 「RIDE ON TIME」（山下達郎）495点 伊沢有香 ⇒ 「また君に恋してる」（坂本冬美）494点 仲里徳晃 ⇒ 「One more time, One more chance」（山崎まさよし）488点 古賀国晃 ⇒ 「はじまりはいつも雨」（ASKA）495点 坂本彩 ⇒ 「PRIDE」（今井美樹）493点 藤井しのぶ ⇒ 「リフレインが叫んでる」（松任谷由実）490点 関真美 ⇒「Tomorrow never knows」（Mr.Children）496点 湊あかね ⇒ 「タマシイレボリューション」（Superfly）490点 吉田有輝 ⇒ 「壊れかけのRadio」（徳永英明）486点 佐藤絢音 ⇒ 「罪と罰」（椎名林檎）498点 飯田博子 ⇒ 「熱くなれ」（大黒摩季）488点 ななみなな ⇒ 「やさしいキスをして」（DREAMS COME TRUE）500点 前川彩乃 ⇒ 「CAN YOU CELEBRATE?」（安室奈美恵）485点 加藤健 ⇒ 「さくら（独唱）」（森山直太朗）489点 針谷紀久子 ⇒ 「Everything」（MISIA）494点 荒井かおり ⇒ 「白い恋人達」（桑田佳祐）493点 八神直起 ⇒ 「WHITE BREATH」（T.M.Revolution）495点 中村素也 ⇒ 「ultra soul」（B'z）500点 nanami ⇒ 「カブトムシ」（aiko）496点 松永年弘 ⇒ 「恋人」（鈴木雅之）489点 「本人越え」該当者なし。100万円獲得者なし。 （7ジャンルシンガー） 王林 ⇒ 7曲クリアでミリオンシンガー達成、100万円GET 松浦航大 ⇒ 4曲目で失敗                             | 10.2%      |            |
| 5        | 2023年3月2日（木曜日）   | 19:00 - 20:54 | （神声シンガー） ななみなな ⇒ 「いい日旅立ち」（山口百恵）494点 菱田紳之介 ⇒ 「TRUE LOVE」（藤井フミヤ）494点 伊沢有香 ⇒ 「糸」（中島みゆき）495点 ジャンク フジヤマ ⇒ 「クリスマス・イブ」（山下達郎）498点 小室あいか ⇒ 「Automatic」（宇多田ヒカル）491点 森本隆司 ⇒ 「シーズン・イン・ザ・サン」（TUBE）495点 堀田空 ⇒ 「卒業」（尾崎豊）496点 伊藤敦子 ⇒ 「やさしいキスをして」（DREAMS COME TRUE）492点 近藤健一朗 ⇒ 「ズルい女」（シャ乱Q）495点 ヒュウガヤスヒト ⇒ 「LA･LA･LA LOVE SONG」（久保田利伸）485点 あべたけし ⇒ 「セロリ」（山崎まさよし）495点 小川美佳 ⇒ 「恋しさと せつなさと 心強さと」（篠原涼子 with t.komuro）499点 長尾利弘 ⇒ 「Tomorrow never knows」（Mr.Childen）493点 渡部宏次郎 ⇒ 「ロビンソン」（スピッツ）491点 佐藤絢音 ⇒ 「本能」（椎名林檎）497点 広燈 ⇒ 「たしかなこと」（小田和正）492点 間瀬しずか ⇒ 「渡良瀬橋」（森高千里）490点 宮本優哉 ⇒ 「乾杯」（長渕剛）500点 舞乃空 ⇒ 「カムフラージュ」（竹内まりや）493点 坂本彩 ⇒ 「瞳がほほえむから」（今井美樹）494点 小林穂高 ⇒ 「桜坂」（福山雅治）501点 「本人越え」達成。「神声シンガー」認定、100万円獲得。 （7ジャンルシンガー） アンミカ ⇒ 7曲クリアでミリオンシンガー達成、100万円獲得。 竹野留里 ⇒ 4曲目で失敗 河合郁人 ⇒ 3曲目で失敗 | 8.6％      | 5.3%       |
| 6        | 2023年7月10日（月曜日）  | 21:00 - 22:54 | |            |            |
| 7        | 2023年10月27日（金曜日） | 21:00 - 22:54 | |            |            |
| 8        | 2023年12月30日（土曜日） | 21:00 - 22:54 | #≪神声≫ 歴代ランキング（2021年～2023年調べ）にて |            |            |
| 9        | 2024年4月8日（月曜日）   | 19:00 - 21:00 | |            |            |
| 10       | 2025年1月28日（火曜日）  | 21:00 - 22:54 | 瀬戸つよし⇒「傷だらけのローラ（西城秀樹」）503点「神声シンガー」認定 |            |            |

## ネット局
- 関東広域圏日本テレビ(NTV )（1回）
- 全国ネット放送網（2回以降）

## スタッフ
- 企画・総監修：五味一男（第6,8,10回、第3回はスーパーバイザー、第4,5,7,9回は神声企画・監修）
- ナレーター：木村昴（第4-6,8,10回）
- 構成：亀津雄介（第2-5,7回-）
- TM：大越克人（第10回）
- SW：安藤康一（第6,7,10回）
- CAM：岩永雄允（第1,2,4-7,9回-）
- MIX：小境健太郎
- VE：山口郁馬（第10回）
- 照明：千葉雄（第6,8,10回）
- モニター：水上桂介（インターナショナルクリエイティブ、第6,10回）
- 編集：今田隆之（エスユー）
- MA：鳥居拓也（IMAGICA.Lab.）
- CG(第4回-)：小倉ヨシヒロ（OGOOD、第4回-）
- タイトル(第3回-)：曽我部玲奈（第3回-）
- 美術プロデューサー：三浦昭彦（第5回-）
- デザイン：浅田一花（第7回-）
- 大道具(第6回)：松橋滉平（第6回-、第2-5回は装置）
- 小道具(第4回-)：伊沢英樹（第5回-）
- バルーン：波多野典子（第1-7,9回-）
- 電飾(第3回-)：江藤琴絵（第10回）
- 生花(第5回-)：花香恭子（第5回-）
- メイク：岡元真優（第10回）
- 音源協力(第2回-)：DAM 第一興商（第3回-）
- 協力：アフロ（第6回-）
- 技術協力：NiTRO
- 美術協力：日テレアート
- リアルタイムCG(第4回-)：稲葉孝文（第4回-）、清水莉子、鳥谷周太朗（共に第10回）
- 音効：岡田淳一、山瀬絵理奈（山瀬→第5回-）
- TK：坂本幸子（第1-7,9回-）
- 音楽プロデューサー(第3回-)：鈴木豪（第3回-）
- FM：渡辺学
- 制作進行(第4回-)：後藤喬之（第4回-）
- デスク：小林祐子
- ディレクター：成澤将来（第1-7,10回、第8回はチーフディレクター、第9回は演出）、谷内芽生（第10回）、吉濵明秀（第3回-）、益子さおり（第3回-）、新垣博章（第3回-）/ 山口朝子（第2回-）、安立果菜（エヂカラ、第4,5,9回-、第6-8回はプロデューサー）、横内友祐（第5-8,10回）、風間頼弥（第10回）、吉田智洋（第10回）、岸田万里奈（第10回）、西川惟（第10回）
- 演出：池田久仁（AX-ON、第6,7,9回-、第3-5回はディレクター、第8回はチーフディレクター）、五歩一勇治（AX-ON、第8,10回、第1-5,7,9回は企画・演出、第6回は総合演出）
- プロデューサー：富永結貴（第10回）、三井利行・山田大樹（AX-ON、三井→第4回-、山田→第3回-）、吉田翔（第10回）、影山龍太（ライド、第1回-）、道下綾子（てっぱん、第1回-）、中尾有紀（第5回-）、伊藤杏朱（AX-ON、第9回-）
- 統轄プロデューサー(第4回-)：河野雄平（第9回-、第2-8回はプロデューサー）、三觜雅人（第4回-、第3回はプロデューサー）
- チーフプロデューサー：新井秀和（第6回-）
- 制作協力：AXON、Ride（Ride→第7回-）
- 製作著作：日テレ

### 過去のスタッフ
- ナレーター：篠原光（日本テレビアナウンサー、第2回まで）、あおい洋一郎（第2-5,7,9回）、諏訪部順一（第7,9回）
- 構成：加藤淳一郎（第1-7,9回）、藤井靖大（第7回まで）
- TM：川合亮（第6-9回）
- SW：吉田健治（第1-5,9回）、北折雅人（第8回）
- CAM：茅野竜徳（第3回）、望月達史（第8回、第5回まではTM）
- VE：鈴木昭博（第1-5,7,9回）、塩原和益（第6回）、飯島友美（第8回）
- 照明：谷田部恵美（第1-5,7,9回）
- 美術プロデューサー：牧野沙和（第4回まで）
- デザイン：米津成美（第4回まで）、松浦なつみ（第4-6回）、佐藤裕乃（第9回）
- 装置：矢口幸二（第1回）
- 電飾(第3回-)：中西麻美（第4回）、福地里花（第4,5,7,8回）、花谷恭祐（第5回）、清水佳哉（第6回）、山田実央（第3,9回）
- 小道具(第4回-)：今西文孝（第4回）
- 特効：堀田秀二郎（第1-5,9回）
- モニター：太田和明（インターナショナルクリエイティブ、第1-3,5,7,8回）、鈴木豊（インターナショナルクリエイティブ、第4回）、多田美子（インターナショナルクリエイティブ、第9回）
- 音効：大藤万奈（第3回）、浅井孟義、高橋剛（浅井・高橋→第4回）、古川市郎（第5,6回）
- メイク：林朋香（第1,3回）、柴田茜（第2,5回）、目代遥（第4回）、小島梨香（第4,6,7,9回）、橋本美里（第5回）、星野沙紀（第8回）
- カラオケ採点技術(第3-5,7,9回)：Music Battle（第3,4回、第2回は音源協力）、MANGOSEED（第5,7,9回）
- リアルタイムCG(第4回-)：林芳樹（第4,5回）、園田悠之佑（第4-9回）、岸楓馬（第6,8回）、狩野博貴（第7回）、三浦祐樹（第9回）
- リサーチ(第4,8回)：川山佳大（フォーミュレーション、第4,8回）
- TK：伊村佳恵（第2,5,8回）
- AD：清水義明（第1回）
- ディレクター：鳥越崇史（第2回まで）、吉田雄太郎（第4回まで）、藤村潤（第3-5,9回）、久保田早紀（AX-ON、第5-9回）、錦織信彦（第5,7-9回）、石神颯太（第9回）/ 北原大輝、板橋綺乃（北原・板橋→第2回、北原→第1回はAD）、山中伸二、宇野秀一（宇野→第3,4回）/ 加藤真由、横山桃佳、嶋村あすみ（山中・加藤・横山・嶋村→第3回）、名取佑樹（名取→第3-5回）、佐藤愛里菜、澤田歩実、石田紗黎愛（佐藤・澤田・石田→第4回）、戸塚謹嗣（戸塚→第4-8回）、稲葉一馬 / 湯本夏輝（第3-5,7回）、飯田楓、渡辺剣太（稲葉・飯田・渡辺→第5回）、尾藤太一、田口翔大、齋藤萌圭（尾藤・田口・齋藤→第6回）、野崎幹斗、佐藤晴香（野崎・佐藤→第6,7回）、澁谷風太（第7回）、寺尾弥宮（第7-9回）、田中祐希、石田康智（田中・石田→第8回）/ 三浦広大、千葉萌生（三浦・千葉→第9回）
- プロデューサー：藤井良記（第1回）、山﨑雄二（AX-ON、第8回まで）、阿部聡、佐藤英（阿部・佐藤→第4回まで）、鈴木将大（第2,3回）、金誠貴（第2-9回、第1回はAP）、相澤衆（第3,4回）、高橋由佳（第4回）、大城裕子（エヂカラ、第4,5,7,8回）、林貴恵（第5回）、操谷亮（第5-8回）、若松七重（第5-9回）、青田和大（エヂカラ、第6回）、清家未来（第8回）、蒲生晃太（第8,9回）
- チーフプロデューサー：江成真二（第5回まで）
- 制作協力：エヂカラ（第7,8回）